# 加島恵太郎
加島 恵太郎（かしま けいたろう、明治4年4月13日（1871年5月31日） - 昭和25年（1950年）7月6日）は日本の実業家、政治家、漢詩人。鳥取県西伯郡境町長（第5代、7代）、境町会議員、鳥取県会議員。号は洗心。

## 経歴
境町に生まれた。加島房太郎の実弟。
鳥取中学から東京物理学校に学んだが、病気のため帰郷した。家業の加島呉服店を手伝い、28歳で独立して隠岐汽船、境ドッグ、境電気等の会社経営に関係した。
2度にわたって町長をつとめたが名誉職だったので、生活の基盤は家業にあり、急用が起きると走って役場に出かけた。
明治38年（1905年）9月、日露戦争戦勝祝賀会を挙行、町中が沸く中を杉山校長と共に旗行列、提灯行列の先頭に立った。明治39年（1906年）新築移転後の尋常小学校に高等科を設立、港口浚渫、澪止工事に着手した。

## 漢詩人として
村上松村（本名:龍）の漢詩吟社「鷗社」の創立に参加、さらに大正6年（1917年）の「第二次鷗社」にも参加、大正9年（1920年）には松江の「剪淞吟社（せんしょうぎんしゃ）」に加盟して、その重要なポストである董事（とうじ）に就任した。
熱心な実作者であり、「山陰大詩会」では、明治41年（1908年）の第1回大会から第27回大会まで、通算20余回参加した。
昭和7年（1932年）漢詩集『洗心詩集』第1編を発行。そのあと次々に出版を重ね、昭和18年（1943年）に第6編までを刊行した。内容は多岐にわたり、その中でも新鮮な詩情にあふれる郷土賛歌が心を魅了する。

## 関連人物
- 村上松村
- 山本熊吉
- 山本亮